# Carmelo Anthony
Carmelo Kyam Anthony (* 29. Mai 1984 in New York City, New York) ist ein ehemaliger US-amerikanischer Basketballspieler, der zuletzt bei den Los Angeles Lakers in der National Basketball Association (NBA) unter Vertrag stand. Der Forward wurde 2003 von den Denver Nuggets an dritter Stelle gedraftet und spielte anschließend acht Jahre dort, bevor er 2011 zu den New York Knicks wechselte.
In seiner Zeit bei den Nuggets und Knicks wurde er unter anderem zehnmal zum NBA All-Star und sechsmal in das All-NBA Team gewählt. Zusätzlich führte er die Liga In der Saison 2012/13 in erzielten Punkten an und stellte im Januar 2014 mit 62 Punkten in einem Spiel einen neuen Franchise-Rekord für die Knicks auf. Mit der Nationalmannschaft der USA gewann er dreimal die Goldmedaille bei Olympischen Spielen (2008, 2012, 2016). Im Mai 2023 gab er sein Karriereende bekannt. Im April 2025 wurde er mit 40 Jahren in die Naismith Memorial Basketball Hall of Fame aufgenommen.

## Karriere

### College
Carmelo Anthony wurde als jüngstes von vier Kindern eines puerto-ricanischen Einwanderers und einer Afroamerikanerin in Red Hook im New Yorker Stadtbezirk Brooklyn geboren. Sein Vater starb, als Anthony zwei Jahre alt war. Er wuchs in Baltimore im US-Bundesstaat Maryland auf. Dort besuchte er dank eines Sportstipendiums die Privatschule Towson Catholic High School.
In seinem Senior-Jahr wechselte er ans Basketballinternat der Oak Hill Academy in Mouth of Wilson in Virginia. 2002 nahm er ein Stipendium der Syracuse University in Syracuse im Bundesstaat New York an, die er in der darauffolgenden Saison bereits zur NCAA Division I Basketball Championship führte. Anthonys Freshman-Jahr bei den Syracuse Orangemen gilt als eines der besten der NCAA-Geschichte und wurde mit einer Auszeichnung geehrt. Die Syracuse University zog zu Anthonys Ehren die Trikotnummer 15 zurück und vergeben diese seitdem nicht mehr.

### Denver Nuggets (2003–2011)

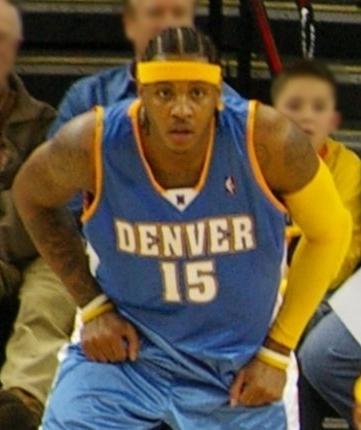
Anthony im Dezember 2007

Anthony wurde an dritter Stelle der NBA-Draft 2003 von den Denver Nuggets ausgewählt. Der 2,03 Meter große Forward erzielte in der Saison 2003/04 die meisten Punkte aller Liga-Neulinge und führte die Denver Nuggets, die noch ein Jahr zuvor das schlechteste Team der Liga waren, in die Play-offs. Dort scheiterten sie in der ersten Runde an den Minnesota Timberwolves um MVP Kevin Garnett. Nach seiner bemerkenswerten Debütsaison wurde Anthony bei der Wahl zum besten Liga-Neuling zweiter hinter LeBron James und erhielt eine Berufung in das NBA All-Rookie First Team. In seinem zweiten Jahr wurde er MVP der Rookie-Challenge, einem Spiel zwischen NBA-Spielern in ihrem ersten und ihrem zweiten Profijahr, das im Rahmen des alljährlichen NBA All-Star Weekends ausgetragen wird, ausgezeichnet.
In der Saison 2006/07 hatte er einen starken Anfang, wurde aber am 16. Dezember 2006 als Hauptbeteiligter einer Auseinandersetzung mehrerer Spieler im Spiel gegen die New York Knicks wegen eines Faustschlags für 15 Spiele gesperrt. Sein erstes Spiel nach der Sperre war am 22. Januar 2007 gegen die Memphis Grizzlies. Nach seiner Sperre fand er wieder zu seiner vorherigen Form und beendete die Saison als zweitbester Punktesammler der Liga hinter Kobe Bryant (28,9 Punkte pro Spiel), womit er zu den besten Spielern der NBA gehörte. Neben Allen Iverson war Anthony in der NBA-Saison 2007/2008 der wertvollste Spieler der Denver Nuggets und der Kapitän der Mannschaft. Am 10. Dezember 2008 stellte Anthony einen Rekord von George Gervin ein, als er in einem einzelnen Viertel gegen die Minnesota Timberwolves 33 Punkte erzielte.

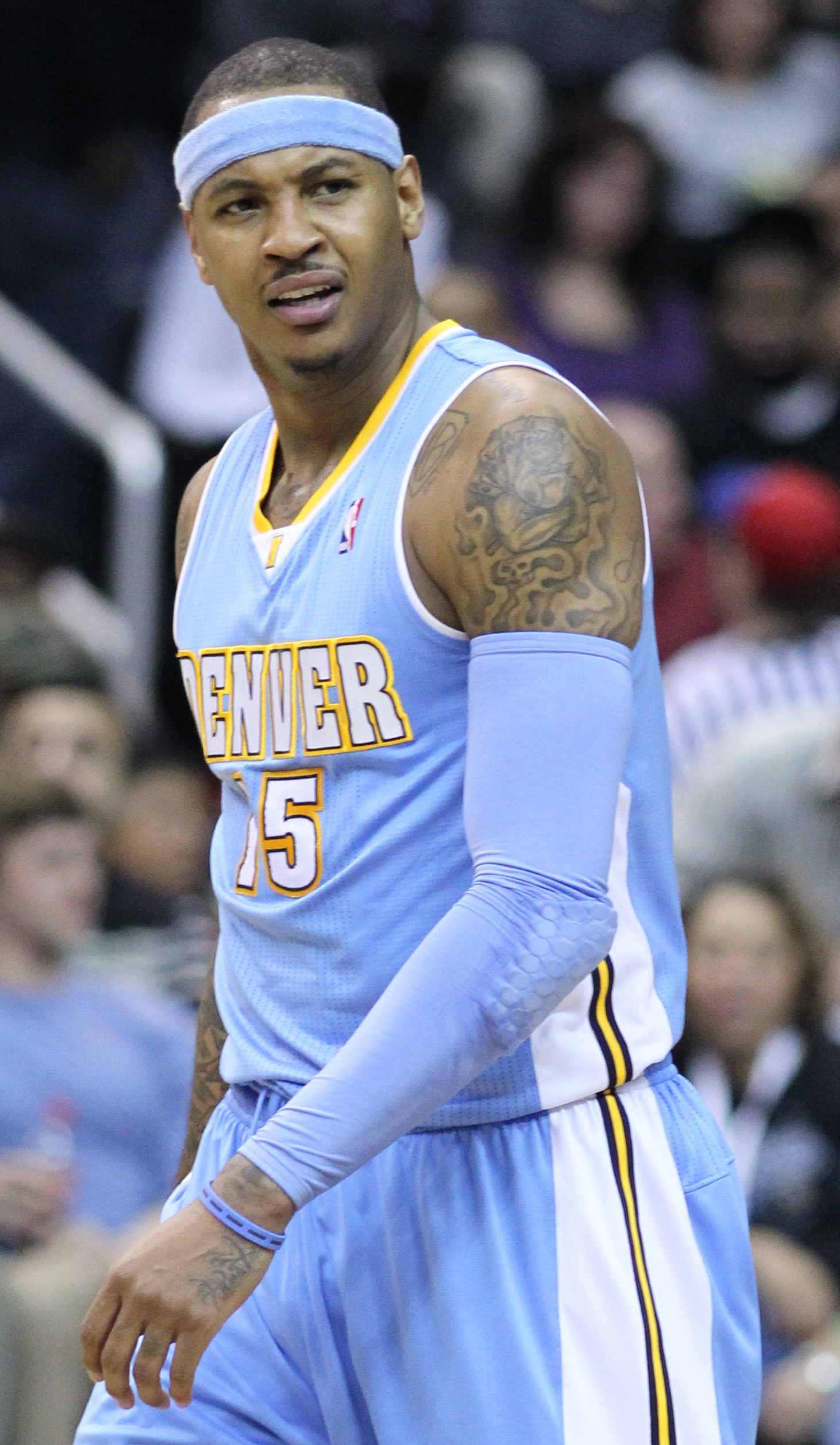
Carmelo Anthony (2011)

Solang er bei Denver spielte, erreichten diese jedes Jahr die Play-offs, jedoch gelang es ihm bis zur Saison 2008/09 nicht seine Denver Nuggets über die erste Runde hinaus zu tragen. In dieser Saison besiegte er den „Fluch“ jedoch und führte die Denver Nuggets mit Neuzugang Chauncey Billups (der im Austausch für Allen Iverson von den Detroit Pistons zu den Nuggets kam) an seiner Seite bis in das Endspiel der Western Conference. Die Los Angeles Lakers erwiesen sich jedoch als zu starker Gegner. In der folgenden Saison gewannen die Nuggets 53 Spiele in der regulären Saison und trafen in der ersten Runde der Playoffs auf die Utah Jazz. Anthony erzielte im ersten Spiel der Serie seine Playoff-Karrierebestleistung von 42 Punkten, doch die Nuggets mussten sich den Jazz letztlich nach sechs Spielen geschlagen geben – ein herber Rückschlag nach dem Erreichen des Conference-Finals im Jahr zuvor.
Die NBA-Saison 2010/11 begann sehr gut für Anthony. Am 15. November 2010 erzielte er in einem Spiel gegen die Phoenix Suns 20 Punkte und eine Karrierebestleistung von 22 Rebounds, sein erstes 20-20 Spiel.

### New York Knicks (2011–2017)
Am 22. Februar 2011 wurde Anthony zusammen mit Chauncey Billups, Anthony Carter, Shelden Williams und Renaldo Balkman im Austausch für Raymond Felton, Danilo Gallinari, Wilson Chandler, Timofey Mozgov, einen First Round Pick sowie zwei Second Round Picks und drei Millionen US-Dollar an die New York Knicks abgegeben. Dort verlängerte er seinen 2011 endenden Vertrag um drei Jahre, der ihm ein Gesamtgehalt von 65 Millionen US-Dollar zusicherte. Anthony konnte seiner neuen Mannschaft gleich in seinem Debüt mit 27 Punkten und 10 Rebounds zu einem 114:108-Sieg über die Milwaukee Bucks verhelfen.
Mit Anthony erreichten die Knicks 2011 erstmals seit sieben Jahren wieder die Play-offs. Dennoch ist der Wechsel unter Anhängern der Knicks umstritten, da die Mannschaft vor allem jüngere Spieler abgab, ohne bislang, wie erhofft, zum Mitfavoriten auf die Meisterschaft zu werden.
In den ersten beiden Saisonspielen erzielte er insgesamt 57 Punkte (30 gegen Miami, 27 gegen die 76ers). Richie Guerin konnte 1962 gegen die Chicago Zephyrs und gegen die Lakers ebenfalls 57 Punkte erreichen. 1970 gelangen Willis Reed 58 Punkte gegen die Celtics und die Cincinnati Royals. 76 Punkte netzte Patrick Ewing 1993 gegen die Celtics und die Cavaliers ein. Alle diese Spiele wurden gewonnen.

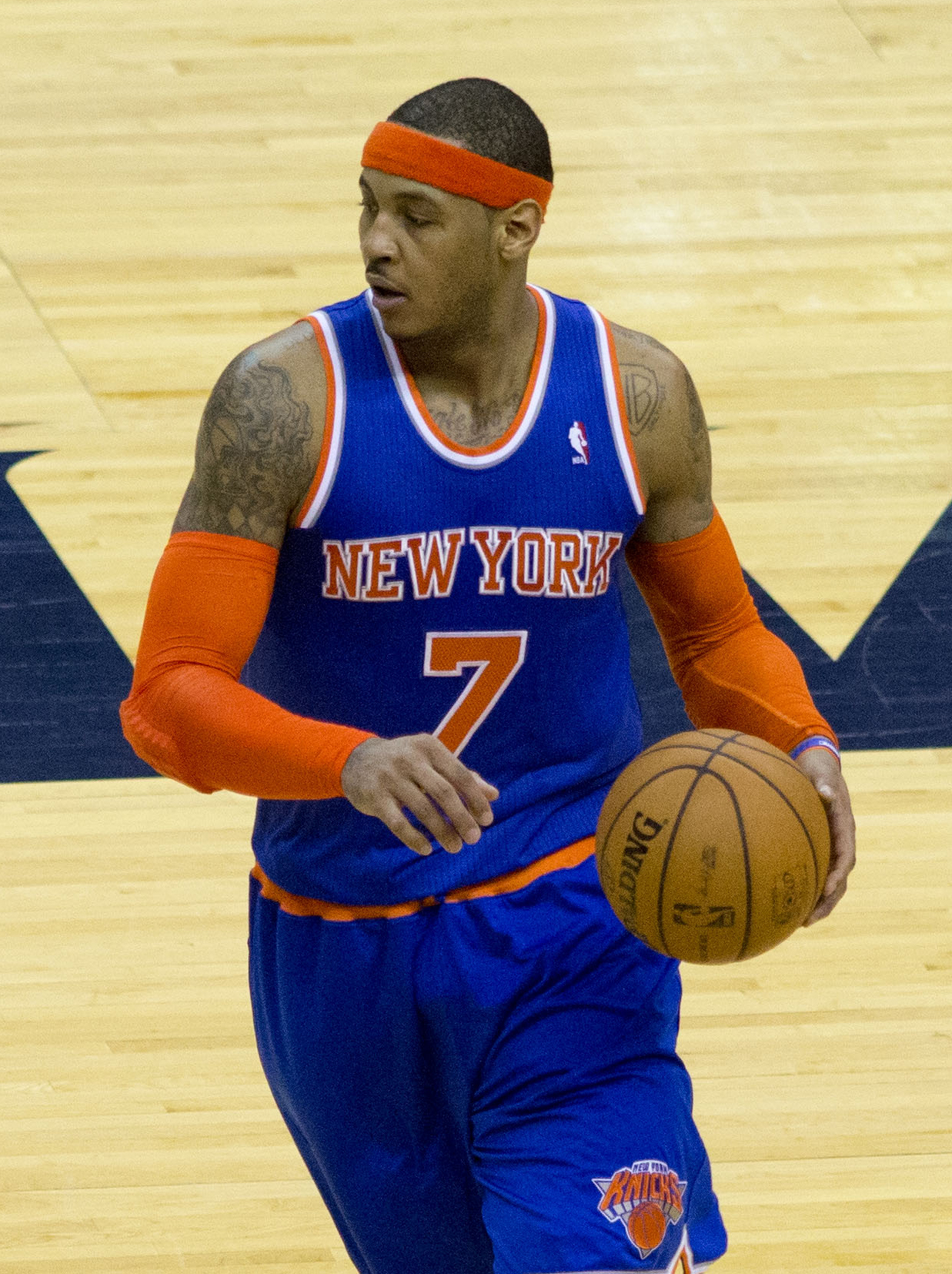
Anthony im März 2013

Einen neuen Franchise-Rekord konnte er in den ersten vier Heimspielen der Saison 2012/13 erreichen: Er erzielte jedes Mal mindestens 25 Punkte für die Knicks (30, 27, 31 und 26). Anthony wurde in dieser Saison mit 28,8 Punkten im Schnitt der erfolgreichste Scorer der Saison. Mit den Knicks erreichte er erstmals die zweite Playoffrunde.
Am 24. Januar 2014 erzielte Anthony mit 62 Punkten einen neuen Franchise-Rekord beim Heimspiel im Madison Square Garden. Trotz einer schwachen Saison mit den Knicks, wurde Anthony 2015 zum NBA All-Star Game als Starter nominiert. Nach dem All-Star Game wurde bekannt, dass Anthony sich einer Operation am Knie unterziehen muss und den Rest der Saison ausfallen wird. Auch die darauffolgende Saison wurde Anthony als Starter nominiert. Für die Playoffs reichte es für ihn und die Knicks dagegen wieder nicht. Im Jahre 2017 wurde Anthony nicht direkt in das All-Star Game eingeladen. Erst eine Verletzung von Kevin Love ermöglichte es ihm, als Nachrücker, zum zehnten Mal in seiner Karriere am All-Star Game teilzunehmen.

### Oklahoma City (2017–2018)
Anthony wechselte im September 2017 von den New York Knicks für Enes Kanter, Doug McDermott und einen Zweitrundenpick der Chicago Bulls zu den Oklahoma City Thunder. Dort sollte er mit MVP Russell Westbrook und dem ebenfalls gewechselten Paul George ein neues Führungstrio bilden. Um den Wechsel zu ermöglichen, verzichtete Anthony auf die Anwendung einer Klausel, die es ihm ermöglicht hätte, einen Wechsel durch ein Veto zu verhindern. Im Laufe der Spielzeit absolvierte Anthony sein 1000. NBA-Spiel. Bei all diesen Spielen stand er in der Starting Five. Er war neben Patrick Ewing erst der zweite Spieler in der Geschichte der NBA, der die ersten 1000 Spiele seiner Karriere in der Starting Five stand. Anthony wechselte am Ende der Saison im Gegenzug für Dennis Schröder zu den Atlanta Hawks, absolvierte jedoch kein Spiel für diese und löste seinen Vertrag auf.

### Houston Rockets (2018–2019)
Zur Saison 2018/19 wechselte Anthony zu den Houston Rockets und von dort nach zehn absolvierten Spielen im Januar 2019 zu den Chicago Bulls. Sein Vertrag wurde allerdings Anfang Februar aufgelöst, ohne einen Einsatz für Chicago verbucht zu haben.

### Portland Trail Blazers (2019–2021)
Wenige Spieltage nach dem Beginn der Saison 2019/20 gaben die Portland Trail Blazers bekannt, Anthony für ein Jahr verpflichtet zu haben. Er erhielt einen Einjahresvertrag mit einem Gehalt von 2,15 Millionen US-Dollar. Er gab sein Debüt am 19. November im Spiel gegen die New Orleans Pelicans und stand dabei gleich in der Anfangsaufstellung, nachdem er zuvor seit November 2018 keine NBA-Begegnung mehr bestritten hatte. Am 18. Januar 2020 erzielte Anthony im Spiel gegen die Dallas Mavericks durch einen Freiwurf im ersten Viertel seinen 26000. Karrierepunkt und ist damit einer von 18 Spielern die dies jemals erreicht haben.

### Los Angeles Lakers (2021–2022)
Am 6. August 2021 unterzeichnete Carmelo einen Vertrag bei den Los Angeles Lakers. Er spielte eine Saison bei den Lakers und war danach für etwa ein Jahr vereinslos, bevor er im Mai 2023 sein Karriereende bekanntgab.

### Nationalmannschaft

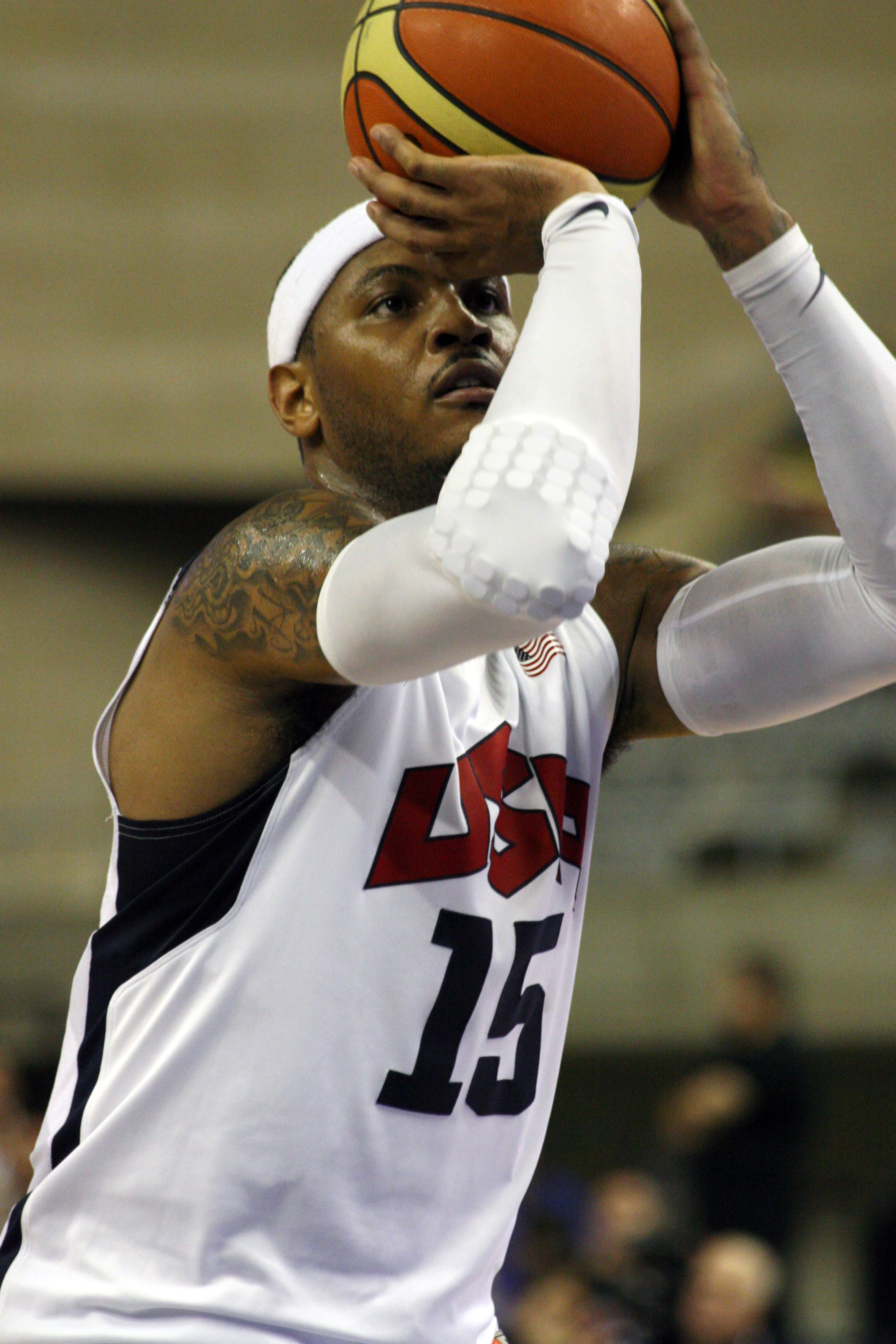
Anthony im Trikot der Nationalmannschaft

Mit der US-amerikanischen Basketballnationalmannschaft gewann Anthony bei den Olympischen Spielen 2004 die Bronzemedaille. Ab Sommer 2006 war er Co-Kapitän der Nationalmannschaft. Im WM-Turnier erreichte er seine Bestmarke mit 35 Punkten gegen Italien. Anthony wurde bei diesem Turnier als einziger US-Amerikaner ins All Tournament Team berufen.
Nachdem er 2007 mit der Amerikameisterschaft seinen ersten Nationalmannschafts-Titel gewonnen hatte, wurde er im folgenden Jahr in Peking Olympiasieger. Bei den Olympischen Sommerspielen 2012 in London erreichte Anthony mit der Basketballnationalmannschaft ein zweites Mal Gold, als das Team seinen Titel verteidigte. Dabei stellt er einen neuen Punkterekord bei Sommerspielen auf, indem er gegen Nigeria 37 Punkte innerhalb von gut 14 Minuten auf dem Parkett erzielte.

## Sonstiges
Neben dem Sport übernimmt Anthony auch immer wieder kleinere Rollen in Fernsehproduktionen. So war bereits als Gast in der amerikanischen Ausgabe der Sesamstraße zu sehen. Ebenso hatte er Gastrollen in den Serien Nurse Jackie, Sons of Anarchy und Law & Order: Special Victims Unit.
Mit 16,6 Millionen Euro Jahresgehalt (21,6 Mio. US-Dollar) stand Anthony 2012 auf dem zweiten Platz der NBA-Spitzenverdiener.

## Auszeichnungen
- 10× NBA All-Star: 2007–2008, 2010–2017
- 2× All-NBA Second Team: 2010, 2013
- 4× All-NBA Third Team: 2006, 2007, 2009, 2012
- NBA Scoring Champion: 2013
- NBA All-Rookie First Team: 2004
- MVP der NBA All-Star Weekend Rookie Challenge: 2005
- Olympische Goldmedaille bei den Olympischen Sommerspielen in Beijing 2008 und London 2012 sowie Rio 2016.
- NBA 75th Anniversary Team

Anthony war nach Patrick Ewing der erst zweite Spieler der NBA-Geschichte, der in den ersten 1000 Spielen seiner Karriere in der Startaufstellung stand. Alle großen Stars der Sportart wie Michael Jordan, Kobe Bryant oder LeBron James hatten in mindestens einem Spiel als Bankspieler begonnen. Inzwischen sind einzelne weitere Spieler wie Chris Paul zu diesem kleinen Kreis hinzugekommen.

## NBA-Statistiken

### Reguläre Saison
| Saison  | Team            | GP   | GS   | MPG  | FG % | 3P % | FT % | RPG | APG | SPG | BPG | PPG  |
| ------- | --------------- | ---- | ---- | ---- | ---- | ---- | ---- | --- | --- | --- | --- | ---- |
| 2003–04 | Denver          | 82   | 82   | 36.5 | .426 | .322 | .777 | 6.1 | 2.8 | 1.2 | 0.5 | 21.0 |
| 2004–05 | Denver          | 75   | 75   | 34.8 | .431 | .266 | .796 | 5.7 | 2.6 | 0.9 | 0.4 | 20.8 |
| 2005–06 | Denver          | 80   | 80   | 36.8 | .481 | .243 | .808 | 4.9 | 2.7 | 1.1 | 0.5 | 26.5 |
| 2006–07 | Denver          | 65   | 65   | 38.2 | .476 | .268 | .808 | 6.0 | 3.8 | 1.2 | 0.4 | 28.9 |
| 2007–08 | Denver          | 77   | 77   | 36.4 | .492 | .354 | .786 | 7.4 | 3.4 | 1.3 | 0.5 | 25.7 |
| 2008–09 | Denver          | 66   | 66   | 34.3 | .443 | .371 | .793 | 6.8 | 3.4 | 1.1 | 0.4 | 22.8 |
| 2009–10 | Denver          | 69   | 69   | 38.2 | .458 | .316 | .830 | 6.6 | 3.2 | 1.3 | 0.4 | 28.2 |
| 2010–11 | Denver/New York | 77   | 77   | 35.7 | .455 | .378 | .838 | 7.3 | 2.9 | 0.9 | 0.6 | 25.6 |
| 2011–12 | New York        | 55   | 55   | 34.1 | .430 | .335 | .804 | 6.3 | 3.6 | 1.1 | 0.4 | 22.6 |
| 2012–13 | New York        | 67   | 67   | 37.0 | .449 | .379 | .830 | 6.9 | 2.6 | 0.8 | 0.5 | 28.7 |
| 2013–14 | New York        | 77   | 77   | 38.7 | .452 | .402 | .848 | 8.1 | 3.1 | 1.2 | 0.7 | 27.4 |
| 2014–15 | New York        | 40   | 40   | 35.7 | .444 | .341 | .797 | 6.6 | 3.1 | 1.0 | 0.4 | 24.2 |
| 2015–16 | New York        | 72   | 72   | 35.1 | .434 | .339 | .829 | 7.7 | 4.2 | 0.9 | 0.5 | 21.8 |
| 2016–17 | New York        | 74   | 74   | 34.3 | .433 | .360 | .833 | 5.9 | 2.9 | 0.8 | 0.5 | 22.4 |
| 2017–18 | Oklahoma City   | 78   | 78   | 32.1 | .404 | .357 | .767 | 5.8 | 1.3 | 0.6 | 0.6 | 16.2 |
| 2018–19 | Houston         | 10   | 2    | 29.4 | .405 | .328 | .682 | 5.4 | 0.5 | 0.4 | 0.7 | 13.4 |
| 2019–20 | Portland        | 58   | 58   | 32.8 | .430 | .385 | .845 | 6.3 | 1.5 | 0.8 | 0.5 | 15.4 |
| 2020–21 | Portland        | 69   | 3    | 24.5 | .421 | .409 | .890 | 3.1 | 1.5 | 0.7 | 0.6 | 13.4 |
| 2021–22 | Los Angeles     | 69   | 3    | 26.0 | .441 | .375 | .830 | 4.2 | 1.0 | 0.7 | 0.8 | 13.3 |
| Gesamt  |                 | 1260 | 1120 | 34.5 | .447 | .355 | .814 | 6.2 | 2.7 | 1.0 | 0.5 | 22.5 |

Stand: 4. Mai 2023

### Playoffs
| Saison  | Team          | GP | GS | MPG  | FG % | 3P % | FT % | RPG  | APG | SPG | BPG | PPG  |
| ------- | ------------- | -- | -- | ---- | ---- | ---- | ---- | ---- | --- | --- | --- | ---- |
| 2003–04 | Denver        | 4  | 4  | 35.8 | .328 | .182 | .800 | 8.3  | 2.8 | 1.3 | 0.0 | 15.0 |
| 2004–05 | Denver        | 5  | 5  | 36.0 | .422 | .000 | .813 | 5.4  | 2.0 | 0.6 | 0.2 | 19.2 |
| 2005–06 | Denver        | 5  | 5  | 38.6 | .333 | .000 | .750 | 6.6  | 2.8 | 0.8 | 0.2 | 21.0 |
| 2006–07 | Denver        | 5  | 5  | 42.0 | .480 | .500 | .795 | 8.6  | 1.2 | 1.0 | 0.0 | 26.8 |
| 2007–08 | Denver        | 4  | 4  | 36.5 | .364 | .250 | .828 | 9.5  | 2.0 | 0.5 | 0.3 | 22.5 |
| 2008–09 | Denver        | 16 | 16 | 38.3 | .453 | .364 | .826 | 5.8  | 4.1 | 1.8 | 0.6 | 27.2 |
| 2009–10 | Denver        | 6  | 6  | 42.3 | .464 | .316 | .877 | 5.8  | 3.3 | 2.0 | 0.5 | 30.7 |
| 2010–11 | New York      | 4  | 4  | 39.0 | .375 | .346 | .853 | 10.3 | 4.8 | 1.3 | 0.8 | 26.0 |
| 2011–12 | New York      | 5  | 5  | 40.8 | .419 | .222 | .756 | 8.2  | 2.2 | 1.2 | 0.2 | 27.8 |
| 2012–13 | New York      | 12 | 12 | 40.1 | .406 | .298 | .885 | 6.6  | 1.6 | 1.1 | 0.2 | 28.8 |
| 2017–18 | Oklahoma City | 6  | 6  | 32.3 | .375 | .214 | .733 | 5.7  | 0.3 | 1.8 | 0.7 | 11.8 |
| 2019–20 | Portland      | 5  | 5  | 35.2 | .412 | .421 | .857 | 5.0  | 2.0 | 1.0 | 0.4 | 15.2 |
| 2020–21 | Portland      | 6  | 0  | 23.8 | .417 | .378 | .909 | 3.2  | 1.5 | 0.3 | 0.2 | 12.3 |
| Gesamt  |               | 83 | 77 | 37.3 | .414 | .324 | .826 | 6.7  | 2.5 | 1.2 | 0.3 | 23.1 |

Stand: 4. Mai 2023